# Курчо, Мария
Мария Курчо (итал. Maria Curcio; 27 августа 1918, Неаполь — 30 марта 2009, Порту) — итало-британская пианистка, выдающийся музыкальный педагог.

## Биография
Отец — итальянец, мать — бразильско-еврейского происхождения, пианистка. Мария играла на фортепиано с трёх лет. Училась у Карло Цекки и Альфредо Казеллы, у Нади Буланже, брала частные уроки у Артура Шнабеля и считает себя, в первую очередь, его ученицей и продолжательницей. В 1930-е гг. начала концертную карьеру, выступала со скрипачом Шимоном Гольдбергом, аккомпанировала певице Элизабет Шварцкопф. Сблизилась с секретарём Шнабеля Петером Диамандом, впоследствии видным музыкальным администратором, со второй половины 1930-х гг. жила вместе с ним в Нидерландах (они поженились в 1948 году). Во время войны Диаманд как еврей был арестован нацистскими властями, отправлен в концлагерь, откуда сумел бежать, долгое время скрывался. От недоедания и туберкулёза военных лет у Курчо развилось расстройство двигательного аппарата, она не могла ходить и играть на публике, поэтому сосредоточилась на педагогической карьере. Во второй половине 1950-х здоровье пианистки восстановилось, она вернулась к публичным выступлениям (последнее из них состоялось в 1963 г.). С 1965 жила и работала в Великобритании, где её муж руководил музыкальным фестивалем в Эдинбурге. Дружила с певцом Питером Пирсом, с Бриттеном, который и помог супругам перебраться в Лондон, нередко играла с ним в четыре руки.
Курчо и Диаманд развелись в 1971 году. Последние годы жизни она провела в Порту.
По словам музыкального обозревателя газеты «The Independent» Майкла Чёрча,

мало кто за пределами мира классической музыки слышал о Марии Курчо, но внутри этого мира она — легенда: любимая ученица Шнабеля, муза Рафаэля Ороско и Раду Лупу и несравненная наставница и хранительница молодых талантов (англ. a tutelary goddess second to none).

## Преподавательская деятельность
Среди учеников Курчо, по большей части приватных, — Леон Флейшер, Барри Дуглас, Рафаэль Ороско, Марта Аргерих, Раду Лупу, Пьер-Лоран Эмар, Чон Мён Хун, Мари Жозефа Жюд, Мицуко Утида, Жозе Фегали, Альфредо Перл, Серхио Тьемпо, Евгений Судьбин, Эшли Уосс и др. Учился у неё и Игнат Солженицын — по словам его отца Александра Солженицына, «упивался уроками у Марии Курчо». Работе Курчо посвящена книга Дугласа Эшли «Музыка за пределами звука: Мария Курчо, учитель великих пианистов» (англ. Music Beyond Sound: Maria Curcio, a Teacher of Great Pianists; 1993).